# Magarha
Die Magarha (auch: al-Magarha oder Mogarba) ist ein großer arabischer Volksstamm Libyens. Die Magarha sind mit geschätzt 1 Million Stammesmitgliedern Libyens zweitgrößter Stamm. Sie stammen eigentlich aus Fezzan, viele von ihnen sind jedoch nach Sirte und anderswo an die Küste umgesiedelt.
Die Magarha haben zusammen mit den Warfalla lange eine wichtige Allianz mit Muammar al-Gaddafi, mit vielen Magarha, die obere Ränge in der libyschen Regierung und den Sicherheitskräften innehatten, gehabt. Abdullah Senussi, Muammar Gaddafis Schwager sowie der Chef des militärischen Geheimdiensts.